# Жигало (фільм, 1932)
«Жигало» (англ. Gigolettes) — американська короткометражна кінокомедія Роско Арбакла 1932 року.

## У ролях
- Джин Макклай
- Меріон Шиллінг
- Гертруда Шорт
- Гейні Конклін
- Бад Джеймісон
- Алоха Портер